# Bayo Alaba
Adebayo Alaba est un homme politique du Parti travailliste britannique qui est député de Southend East et Rochford depuis 2024,.

## Biographie
Alaba est originaire du quartier de Forest Gate à Londres et est d'origine nigériane. Il obtient un baccalauréat en sciences de la fabrication et des affaires de l'Université de Coventry en 1995. Il étudie ensuite la politique sociale à la London School of Economics en 2011.
Alaba est un ancien parachutiste. Il est marié et père de trois enfants. Il est propriétaire et possède sept propriétés locatives.